# Stretton (Rutland)
Stretton ist eine Gemeinde (civil parish) im Norden der englischen Unitary Authority Rutland in der Region East Midlands. Im Jahr 2001 zählte sie 770 Einwohner.
Stretton liegt direkt an der Fernstraße A1 (London–Edinburgh), ungefähr in der Mitte zwischen Peterborough und Grantham.